# Светско првенство у атлетици у дворани 1999 — троскок за мушкарце
Такмичење у троскоку у мушкој конкуренцији на Светском првенству у атлетици у дворани 1999. у Маебашију Јапан одржано је 5. марта.
Титулу освојену у Паризу 1997 бранио је Јоелби Кесада са Кубе.

## Земље учеснице
Учествовало је 10 такмичара из 10 земаља.
1. Бугарска (1)
2. Израел (1)
3. Италија (1)
4. Јапан (1)
5. Јерменија (1)
6. Куба (1)
7. Мађарска (1)
8. Немачка (1)
9. Румунија (1)
10. САД (1)

## Освајачи медаља
|                        |                     |                         |
| Чарлс Фридек · Немачка | Ламарк Картер · САД | Жолт Цинглер · Мађарска |

## Рекорди
4. март 1999.
| Рекорди пре почетка Светског првенства 1999. | Рекорди пре почетка Светског првенства 1999. | Рекорди пре почетка Светског првенства 1999. | Рекорди пре почетка Светског првенства 1999. | Рекорди пре почетка Светског првенства 1999. | Рекорди пре почетка Светског првенства 1999. |
| -------------------------------------------- | -------------------------------------------- | -------------------------------------------- | -------------------------------------------- | -------------------------------------------- | -------------------------------------------- |
| Светски рекорд                               | 17,83                                        | Алисер Урутија                               | Куба                                         | Зинделфинген, Немачка                        | 1. март 1997.                                |
| Рекорд светских првенстава у дворани         | 17,72                                        | Брајан Велман                                | Бермуди                                      | Барселона, Шпанија                           | 12. март 1995.                               |
| Најбољи резултат сезоне у дворани            | 17,26                                        | Ростислав Димитров                           | Бугарска                                     | Будимпешта, Мађарска                         | 5. фебруар 1999.                             |
| Европски рекорд                              | 17,77                                        | Леонид Волошин                               | Шведска                                      | Гренобл, Француска                           | 6. фебруар 1994.                             |
| Северноамерички рекорд                       | 17,83                                        | Алисер Урутија                               | Куба                                         | Зинделфинген, Немачка                        | 1. март 1997.                                |
| Јужноамерички рекорд                         |                                              |                                              |                                              |                                              |                                              |
| Афрички рекорд                               | 17,00                                        | Аџаји Агбебаку                               | Нигерија                                     | Далас, САД                                   | 30. јануар 1982.                             |
| Азијски рекорд                               | 17,09                                        | Олег Сарикин                                 | Казахстан                                    | Москва, Русија                               | 27. фебруар 1993.                            |
| Океанијски рекорд                            | 16,97                                        | Ијан Кембел                                  | Аустралија                                   | Детроит, САД                                 | 10. март 1978.                               |

### Најбољи резултати у 1999. години
Десет најбољих атлетичара године у троскоку у дворани пре првенства (5. март 1999), имали су следећи пласман.
| 1.  | Ростислав Димитров | Бугарска         | 17,26 | 5. фебруар  |
| 2.  | Армен Мартиросјан  | Јерменија        | 17,21 | 17. јануар  |
| 3.  | Чарлс Фридек       | Немачка          | 17,18 | 28. фебруар |
| 4.  | Жолт Цинглер       | Мађарска         | 17,15 | 5. фебруар  |
| 5.  | Карлос Каладо      | Португалија      | 17,09 | 21. фебруар |
| 6.  | Василиј Соков      | Узбекистан       | 17,05 | 19. фебруар |
| 7.  | Јонуц Пунга        | Румунија         | 17,00 | 7. фебруар  |
| 7.  | Виталиј Москаленко | Русија           | 17,00 | 19. фебруар |
| 9.  | Тибор Ордина       | Мађарска         | 16,94 | 5. фебруар  |
| 10. | Ламарк Картер      | Сједињене Државе | 16,93 | 27. фебруар |

Такмичари чија су имена подебљана учествују на СП 1999.

## Сатница
| Датум         | Време | Ниво   |
| ------------- | ----- | ------ |
| 5. март 1999. | 11:00 | Финале |

Сва времена су по локалном времену (UTC+7)

## Резултати

### Финале
Такмичење је одржано 5. марта 1999. године у 11:00 по локалном времену.,,
| Пласман | Атлетичар           | Земља     | ЛР     | ЛРС    | #1    | #2    | #3    | #4    | #5    | #6    | Резултат | Белешка |
| ------- | ------------------- | --------- | ------ | ------ | ----- | ----- | ----- | ----- | ----- | ----- | -------- | ------- |
|         | Чарлс Фридек        | Немачка   | 17,59о | 17,18  | 17,18 | 13,52 | 16,32 | x     | x     | 17,09 | 17,18    | ЛР      |
| 2.      | Ростислав Димитров  | Бугарска  | 17,26  | 17,26  | 16,80 |       | 16,63 | 17,05 |       |       | 17,05    | Диск.1  |
|         | Ламарк Картер       | САД       | 17,44о | 16,93  | 16,73 | x     | 16,90 | 16,89 | 16,98 | 16,31 | 16,98    | ЛРС     |
|         | Жолт Цинглер        | Мађарска  | 17,24о | 17,15  | 15,46 | 16,50 | 16,71 | 16,83 | 16,78 | 16,98 | 16,98    |         |
| 4.      | Јоелби Кесада       | Куба      | 17,85о | 17,04о | x     | 16,91 | 16,76 | x     | 16,63 | 16,92 | 16,92    |         |
| 5.      | Јонуц Пунга         | Румунија  | 17,00  | 17,00  | 16,83 | x     | 16,54 | x     | 16,42 | 16,87 | 16,87    |         |
| 6.      | Армен Мартиросјан   | Јерменија | 17,41о | 17,21  | 16,15 | 16,56 | 16,72 | 16,65 | 16,83 | 16,66 | 16,83    |         |
| 7.      | Rogel Nachum        | Израел    | 17,20о |        | 15,77 | 16,24 | 16,01 | x     | 15,72 | x     | 16,24    |         |
| 8.      | Таканори Сугибајаши | Јапан     | 16,35  | 16,35  | 15,97 | x     | x     |       |       |       | 15,97    |         |
|         | Паоло Камоси        | Италија   | 17,20о | 16,85  |       |       |       |       |       |       | НС       |         |

1 Ростислав Димитров Бугарска првобитно је освојио друго место у троскоку и добио сребрну медаљу, али је касније дисквалификован због допинга.